# جیمز راسل لوول
جیمز راسل لوول (انگلیسی: James Russell Lowell؛ تلفظ: ‎/ˈloʊəl/‎؛ زادهٔ ۲۲ فوریه‌ی۱۸۱۹ – درگذشتهٔ ۱۲ اوت ۱۸۹۱)، شاعر و دیپلمات اهل ایالات متحدهٔ آمریکا بود. وی اهل ماساچوست بود و در دانشگاه هاروارد در رشته حقوق تحصیل کرد.